# Selección de fútbol sub-20 de Nueva Zelanda
La selección de fútbol sub-20 de Nueva Zelanda es el equipo representativo de dicho país en las competiciones oficiales de la categoría. Su organización está a cargo de la Asociación de Fútbol de Nueva Zelanda, miembro de la OFC y la FIFA.
Conocida como Junior All Whites, en referencia al seudónimo de la selección mayor; se proclamó campeón del Campeonato Sub-20 de la OFC en ocho ocasiones. Disputó ocho ediciones de la Copa Mundial de Fútbol Sub-20, siendo su mejor resultado los octavos de final alcanzados en 2015, cuando fue organizador, y en 2017.

## Estadísticas

### Copa Mundial Sub-20
| Año                         | Fase              | Posición          | PJ                | PG                | PE                | PP                | GF                | GC                |
| --------------------------- | ----------------- | ----------------- | ----------------- | ----------------- | ----------------- | ----------------- | ----------------- | ----------------- |
| Túnez 1977                  | Sin participación | Sin participación | Sin participación | Sin participación | Sin participación | Sin participación | Sin participación | Sin participación |
| Japón 1979                  | No se clasificó   | No se clasificó   | No se clasificó   | No se clasificó   | No se clasificó   | No se clasificó   | No se clasificó   | No se clasificó   |
| Australia 1981              | No se clasificó   | No se clasificó   | No se clasificó   | No se clasificó   | No se clasificó   | No se clasificó   | No se clasificó   | No se clasificó   |
| México 1983                 | No se clasificó   | No se clasificó   | No se clasificó   | No se clasificó   | No se clasificó   | No se clasificó   | No se clasificó   | No se clasificó   |
| Unión Soviética 1985        | No se clasificó   | No se clasificó   | No se clasificó   | No se clasificó   | No se clasificó   | No se clasificó   | No se clasificó   | No se clasificó   |
| Chile 1987                  | No se clasificó   | No se clasificó   | No se clasificó   | No se clasificó   | No se clasificó   | No se clasificó   | No se clasificó   | No se clasificó   |
| Arabia Saudita 1989         | No se clasificó   | No se clasificó   | No se clasificó   | No se clasificó   | No se clasificó   | No se clasificó   | No se clasificó   | No se clasificó   |
| Portugal 1991               | No se clasificó   | No se clasificó   | No se clasificó   | No se clasificó   | No se clasificó   | No se clasificó   | No se clasificó   | No se clasificó   |
| Australia 1993              | No se clasificó   | No se clasificó   | No se clasificó   | No se clasificó   | No se clasificó   | No se clasificó   | No se clasificó   | No se clasificó   |
| Catar 1995                  | No se clasificó   | No se clasificó   | No se clasificó   | No se clasificó   | No se clasificó   | No se clasificó   | No se clasificó   | No se clasificó   |
| Malasia 1997                | No se clasificó   | No se clasificó   | No se clasificó   | No se clasificó   | No se clasificó   | No se clasificó   | No se clasificó   | No se clasificó   |
| Nigeria 1999                | No se clasificó   | No se clasificó   | No se clasificó   | No se clasificó   | No se clasificó   | No se clasificó   | No se clasificó   | No se clasificó   |
| Argentina 2001              | No se clasificó   | No se clasificó   | No se clasificó   | No se clasificó   | No se clasificó   | No se clasificó   | No se clasificó   | No se clasificó   |
| Emiratos Árabes Unidos 2003 | No se clasificó   | No se clasificó   | No se clasificó   | No se clasificó   | No se clasificó   | No se clasificó   | No se clasificó   | No se clasificó   |
| Países Bajos 2005           | No se clasificó   | No se clasificó   | No se clasificó   | No se clasificó   | No se clasificó   | No se clasificó   | No se clasificó   | No se clasificó   |
| Canadá 2007                 | Primera ronda     | 22º               | 3                 | 0                 | 0                 | 3                 | 1                 | 5                 |
| Egipto 2009                 | No se clasificó   | No se clasificó   | No se clasificó   | No se clasificó   | No se clasificó   | No se clasificó   | No se clasificó   | No se clasificó   |
| Colombia 2011               | Primera ronda     | 17º               | 3                 | 0                 | 2                 | 1                 | 2                 | 3                 |
| Turquía 2013                | Primera ronda     | 23º               | 3                 | 0                 | 0                 | 3                 | 1                 | 7                 |
| Nueva Zelanda 2015          | Octavos de final  | 14º               | 4                 | 1                 | 1                 | 2                 | 6                 | 7                 |
| Corea del Sur 2017          | Octavos de final  | 16º               | 4                 | 1                 | 1                 | 2                 | 3                 | 9                 |
| Polonia 2019                | Octavos de final  | 11º               | 4                 | 2                 | 1                 | 1                 | 8                 | 3                 |
| Argentina 2023              | Octavos de final  | 14º               | 4                 | 1                 | 1                 | 2                 | 3                 | 11                |
| Chile 2025                  | Clasificado       | Clasificado       | Clasificado       | Clasificado       | Clasificado       | Clasificado       | Clasificado       | Clasificado       |
| Total                       | 8/24              | 51.º              | 21                | 5                 | 6                 | 14                | 24                | 45                |

### Campeonato Sub-20 de la OFC
| Año                                  | Fase                                       | Posición                                   | PJ                                         | PG                                         | PE                                         | PP                                         | GF                                         | GC                                         |
| ------------------------------------ | ------------------------------------------ | ------------------------------------------ | ------------------------------------------ | ------------------------------------------ | ------------------------------------------ | ------------------------------------------ | ------------------------------------------ | ------------------------------------------ |
| Polinesia Francesa 1974              | Subcampeón                                 | 2º                                         | 4                                          | 3                                          | 0                                          | 1                                          | 13                                         | 5                                          |
| Australia 1978                       | Tercer lugar                               | 3º                                         | 3                                          | 1                                          | 1                                          | 1                                          | 6                                          | 3                                          |
| Fiyi 1980                            | Campeón                                    | 1º                                         | 3                                          | 2                                          | 1                                          | 0                                          | 9                                          | 2                                          |
| Papúa Nueva Guinea 1982              | Subcampeón                                 | 2º                                         | 4                                          | 2                                          | 0                                          | 2                                          | 16                                         | 6                                          |
| Australia 1985                       | Tercer lugar                               | 3º                                         | 5                                          | 3                                          | 0                                          | 2                                          | 21                                         | 9                                          |
| Nueva Zelanda 1986                   | Tercer lugar                               | 3º                                         | 4                                          | 0                                          | 3                                          | 1                                          | 1                                          | 4                                          |
| Fiyi 1988                            | Subcampeón                                 | 2º                                         | 5                                          | 4                                          | 0                                          | 1                                          | 21                                         | 2                                          |
| Fiyi 1990                            | Subcampeón                                 | 2º                                         | 4                                          | 2                                          | 0                                          | 2                                          | 5                                          | 9                                          |
| Polinesia Francesa 1992              | Campeón                                    | 1º                                         | 4                                          | 4                                          | 0                                          | 0                                          | 8                                          | 1                                          |
| Fiyi 1994                            | Subcampeón                                 | 2º                                         | 5                                          | 4                                          | 0                                          | 1                                          | 12                                         | 2                                          |
| Polinesia Francesa 1997              | Subcampeón                                 | 2º                                         | 4                                          | 2                                          | 0                                          | 2                                          | 9                                          | 6                                          |
| Samoa 1998                           | Tercer lugar                               | 3º                                         | 5                                          | 3                                          | 1                                          | 1                                          | 20                                         | 4                                          |
| Islas Cook y Nueva Caledonia 2001    | Subcampeón                                 | 2º                                         | 5                                          | 3                                          | 1                                          | 1                                          | 20                                         | 4                                          |
| Vanuatu y Fiyi 2002                  | Primera ronda                              | 3º                                         | 4                                          | 3                                          | 0                                          | 1                                          | 17                                         | 2                                          |
| Islas Salomón 2005                   | Primera ronda                              | 5º                                         | 3                                          | 1                                          | 0                                          | 2                                          | 8                                          | 3                                          |
| Nueva Zelanda 2007                   | Campeón                                    | 1º                                         | 6                                          | 5                                          | 1                                          | 0                                          | 21                                         | 4                                          |
| Polinesia Francesa 2008              | Tercer lugar                               | 3º                                         | 3                                          | 1                                          | 1                                          | 1                                          | 6                                          | 4                                          |
| Nueva Zelanda 2011                   | Campeón                                    | 1º                                         | 4                                          | 4                                          | 0                                          | 0                                          | 22                                         | 1                                          |
| Fiyi 2013                            | Campeón                                    | 1º                                         | 4                                          | 4                                          | 0                                          | 0                                          | 13                                         | 2                                          |
| Fiyi 2014                            | Sin participación                          | Sin participación                          | Sin participación                          | Sin participación                          | Sin participación                          | Sin participación                          | Sin participación                          | Sin participación                          |
| Tonga y Vanuatu 2016                 | Campeón                                    | 1º                                         | 5                                          | 4                                          | 1                                          | 0                                          | 15                                         | 2                                          |
| Islas Cook y Polinesia Francesa 2018 | Campeón                                    | 1º                                         | 5                                          | 5                                          | 0                                          | 0                                          | 20                                         | 1                                          |
| Samoa 2020                           | Cancelado debido a la Pandemia de COVID-19 | Cancelado debido a la Pandemia de COVID-19 | Cancelado debido a la Pandemia de COVID-19 | Cancelado debido a la Pandemia de COVID-19 | Cancelado debido a la Pandemia de COVID-19 | Cancelado debido a la Pandemia de COVID-19 | Cancelado debido a la Pandemia de COVID-19 | Cancelado debido a la Pandemia de COVID-19 |
| Polinesia Francesa 2022              | Campeón                                    | 1º                                         | 6                                          | 6                                          | 0                                          | 0                                          | 33                                         | 0                                          |
| Samoa 2024                           | Campeón                                    | 1º                                         | 6                                          | 5                                          | 0                                          | 0                                          | 23                                         | 0                                          |
| Total                                | 23/24                                      | 1º                                         | 85                                         | 58                                         | 10                                         | 19                                         | 252                                        | 77                                         |

## Palmarés
- Campeonato Sub-20 de la OFC (9): 1980, 1992, 2007, 2011, 2013, 2016, 2018, 2022 y 2024
  - Subcampeón (7): 1974, 1982, 1988, 1990, 1994, 1997 y 2001.

## Jugadores

### Última convocatoria
Jugadores convocados para la Copa Mundial Sub-20 de 2017.
| #     | Nombre              | Posición         | Edad | Club                                        |
| ----- | ------------------- | ---------------- | ---- | ------------------------------------------- |
| 1     | Michael Woud        | Arquero          | 26   | Sunderland                                  |
| 2     | Dane Ingham         | Defensor         | 25   | Brisbane Roar                               |
| 3     | Sean Liddicoat      | Defensor         | 27   | Hawke's Bay United                          |
| 4     | Luke Johnson        | Defensor         | 26   | Wellington Phoenix Res.                     |
| 5     | Hunter Ashworth     | Defensor         | 27   | San Francisco Dons                          |
| 6     | Joe Bell            | Mediocampista    | 25   | Virginia Cavs                               |
| 7     | Connor Probert      | Mediocampista    | 26   | Kentucky Wildcats                           |
| 8     | Moses Dyer          | Mediocampista    | 27   | Northcote City                              |
| 9     | Noah Billingsley    | Delantero        | 27   | Santa Barbara Gauchos                       |
| 10    | Clayton Lewis       | Mediocampista    | 28   | Auckland City                               |
| 11    | Henry Cameron       | Mediocampista    | 27   | Blackpool                                   |
| 12    | Cameron Brown       | Arquero          | 25   | Waitemata                                   |
| 13    | James McGarry       | Mediocampista    | 26   | Wellington Phoenix                          |
| 14    | Jack-Henry Sinclair | Defensor         | 27   | Wellington Phoenix Res.                     |
| 15    | Reese Cox           | Defensor         | 28   | Waitakere United                            |
| 16    | Callum McCowatt     | Mediocampista    | 25   | Western Suburbs                             |
| 17    | Logan Rogerson      | Delantero        | 26   | Wellington Phoenix                          |
| 18    | Sarpreet Singh      | Mediocampista    | 26   | Wellington Phoenix Res.                     |
| 19    | Myer Bevan          | Delantero        | 27   | Nike Academy                                |
| 20    | Lucas Imrie         | Delantero        | 26   | Loyola Ramblers                             |
| 21    | Conor Tracey        | Arquero          | 27   | Three Kings United                          |
| D. T. | Danny Hay           | Director técnico | 49   | Selección de fútbol sub-20 de Nueva Zelanda |